# Morte por coco

Aviso de perigo sobre quedas de cocos em Honolulu, escrito em japonês e inglês

Cocos podem causar morte quando caem dos coqueiros e atingem as pessoas na cabeça. Graças a um estudo de 1984, “Lesões causados por quedas de cocos”, várias alegações exageradas se espalharam sobre o número de mortes causadas por cocos, e desde então se tornou uma lenda urbana. A lenda ganhou atenção depois que um especialista em ataques de tubarões declarou em 2002 que cocos matam 150 pessoas por ano mundialmente. Essa declaração vem sendo comparada com o número de mortes causadas por tubarões, o qual gira em torno de cinco por ano.
Em 2002, oficiais em Queensland, Austrália, removeram coqueiros das praias locais para prevenir mortes por cocos, levando um jornal da região a declarar o coco como “a fruta assassina”.  Registros históricos de mortes por cocos vem sendo registrados desde 1770. Publicações também documentam cocos sendo usados como armas, incluindo o uso de “bombas de coco” pelas forças japonesas durante a Segunda Guerra Mundial.

## Contexto

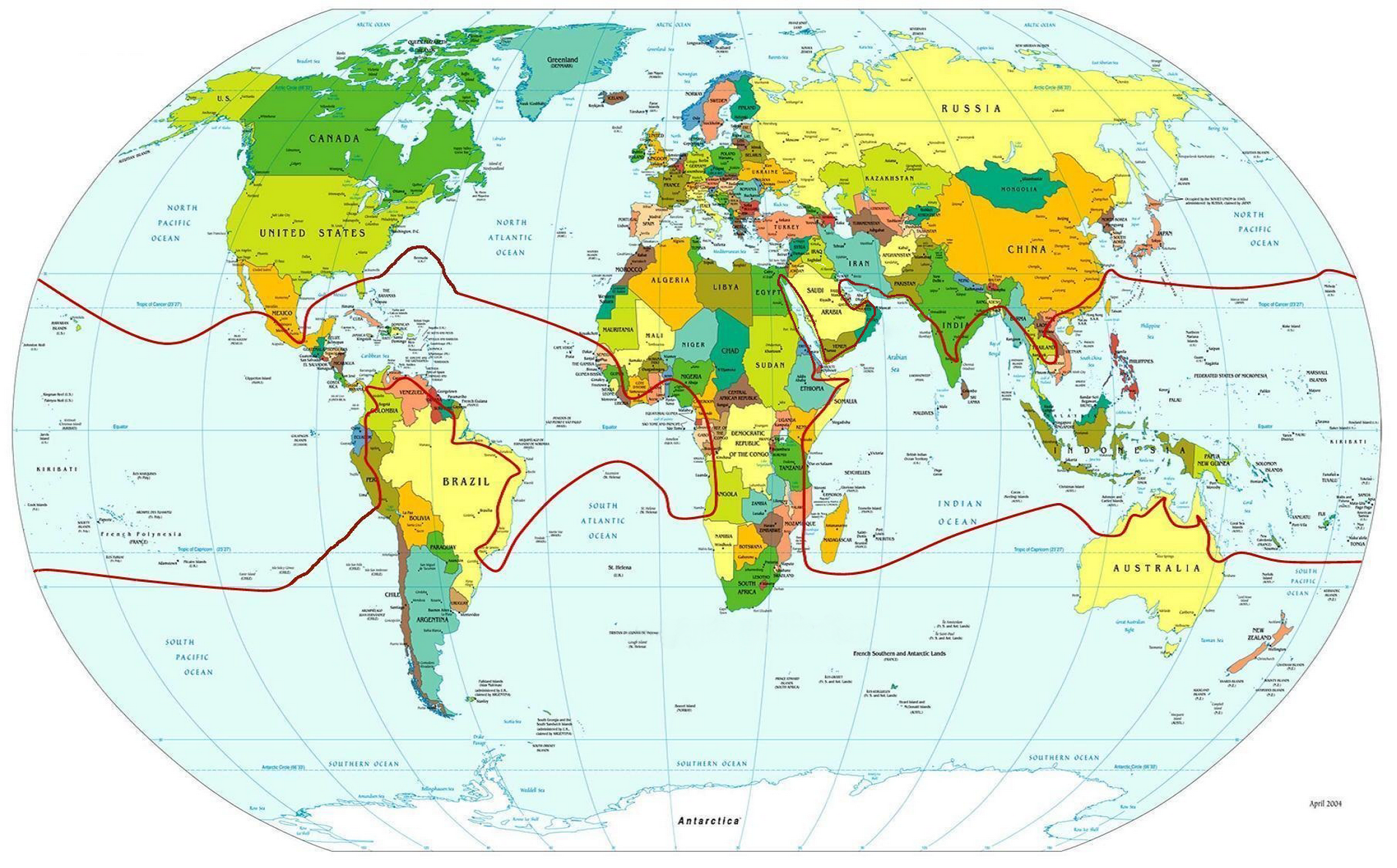
Distribuição natural dos coqueiros pelo mundo seguindo a linha vermelha (Werth 1933)

Os coqueiros (Cocos nucifera) crescem até uma altura de 30 metros, com folhas pinadas de 4 a 6 metros de comprimento, e pinas com 60-90 cm de comprimento. Uma árvore pode gerar até 75 frutos por ano, mas é mais comum gerar menos de 30. Um coco pode pesar até 1,44 kg. Coqueiros são cultivados em mais de 80 países do mundo, com uma produção total de 61 toneladas de cocos por ano.
A origem da lenda urbana sobre mortes provocadas por cocos vem de 1984, em uma publicação cientifica do doutor Peter Barss intitulada “Lesões causados por quedas de cocos”, publicada no Journal of Trauma. Na sua publicação, Barss observou que na Papua-Nova Guiné (onde ele estava morando no momento), em um período superior a quatro anos, 2,5% dos traumas reportados foram por quedas de cocos, com pelo menos duas fatalidades. Barss é erroneamente citado na alegação de que causariam 150 mortes por ano, baseado na suposição de que no mundo existe um número similar de mortes por cocos. Em março de 2012, Barss recebeu o Prêmio IgNobel em reconhecimento que a pesquisa “não deveria ser replicada”. Em resposta ao prêmio, Barss disse ao Canadian Medical Association Journal: “quando você trata dessas lesões diariamente, não é algo engraçado de maneira alguma”.
Seguindo a publicação de Barss, alegações exageradas sobre o número de mortes por cocos começaram a se espalhar.  Relatos sobre mortes por coco se tornaram tão comuns que uma coluna de um jornal dedicada a expor mitos, The Straight Dope, alegou que havia se tornado uma lenda urbana. Outro escritor, Joel Best, descreveu que as reivindicações difundidas sobre as mortes eram  “jornalisticamente equivalentes a uma lenda contemporânea”. Uma análise da Shark Research Institute cita a Club Travel, uma companhia de seguros de viagem britânica a qual ajudou a espalhar o mito. Em uma tentativa de vender seguros para viagens a Papua-Nova Guiné, a companhia atestava que cocos eram “dez vezes mais perigosos que tubarões“. Em maio de 2002, a lenda ganhou nova força quando George H. Burgess, diretor do International Shark Attack File, alegou que “quedas de cocos matam 150 pessoas por ano mundialmente”.

## Cobertura midiática
Preocupações sobre mortes por cocos vêm sendo reportadas extensivamente na mídia; incluindo:
- Em fevereiro de 1985, o The New York Times reportou sobre os possíveis perigos dos coqueiros e notou que um coco em “queda” pode atingir uma pessoa no chão com uma força de 2000 libras.[15]
- Em agosto de 2001, o Toledo Blade noticiou que “em um consulta com os peritos” foi concluído que é mais provável um ser humano ser morto por uma queda de coco ou por um porco do que por “um ataque de tubarão em busca do seu jantar”.[16]
- Em fevereiro de 2002, o The Daily Telegraph noticiou que coqueiros foram removidos das praias de Queensland, Austrália, para evitar mortes por cocos.[17]
- Em abril de 2002, o Boston Herald publicou um artigo de opinião intitulado “Viajantes deveriam tomar cuidado com os cocos – a fruta assassina”. O artigo noticiou a remoção dos coqueiros em Queensland e que os oficiais locais “advertiam quem ia acampar para não armar suas barracas sob coqueiros”[2]
- Em maio de 2002, a Isto É publicou o artigo "Coco na cabeça mata mais que tuburão".[18]
- Em junho de 2002, o The New York Times noticiou a alegação de Burgess que “as chances de ser morto por um tubarão é menor do que ser morto por uma queda de um coco da árvore”[19]
- Em março de 2003, o The Morning Call da Pensilvânia publicou que “Você tem 30 vezes mais chance de ser morto por uma queda de um coco de que por um tubarão”.[20]
- Em julho de 2005, Richard Roeper do Chicago Sun-Times citou uma alegação de 2001 do The Times, “É mais provável que você seja morto por uma queda de um coco do que por um tubarão”.[21]
- Em fevereiro de 2009, a CBS News noticiou: “Você tem uma chance maior de ser morto pela queda de um coco do que por um tubarão”.[22]
- Com os avistamentos de tubarões na costa de Massachusetts, o The Boston Globe em setembro de 2009 citou a fala de um residente local que disse “Você tem uma chance menor de ser morto por um tubarão do que ser atingido por um coco na cabeça”.[23]
- Em novembro de 2010, o The Guardian publicou que o o governo indiano removeu coqueiros do museu de Ghandi em Mumbai “Pelo medo de um coco cair na cabeça do então presidente Obama”, que tinha visitado a cidade recentemente. O artigo cita o estudo de Barss e observa: “Graças aos oficiais indianos e talvez também a Barss, a visita de Obama em Mumbai tenha evitado um trauma por queda de coco”.[24]
- Em outubro de 2011, o Australian Broadcasting Corporation transmitiu a fala de Christopher Neff da Universidade de Sydney que alegou que “enquanto as pessoas não prestarem atenção nas estatísticas, você é mais capaz de morrer por um coco do que comido por um tubarão.[25]

## Casos documentados

### Mortes por quedas de coco

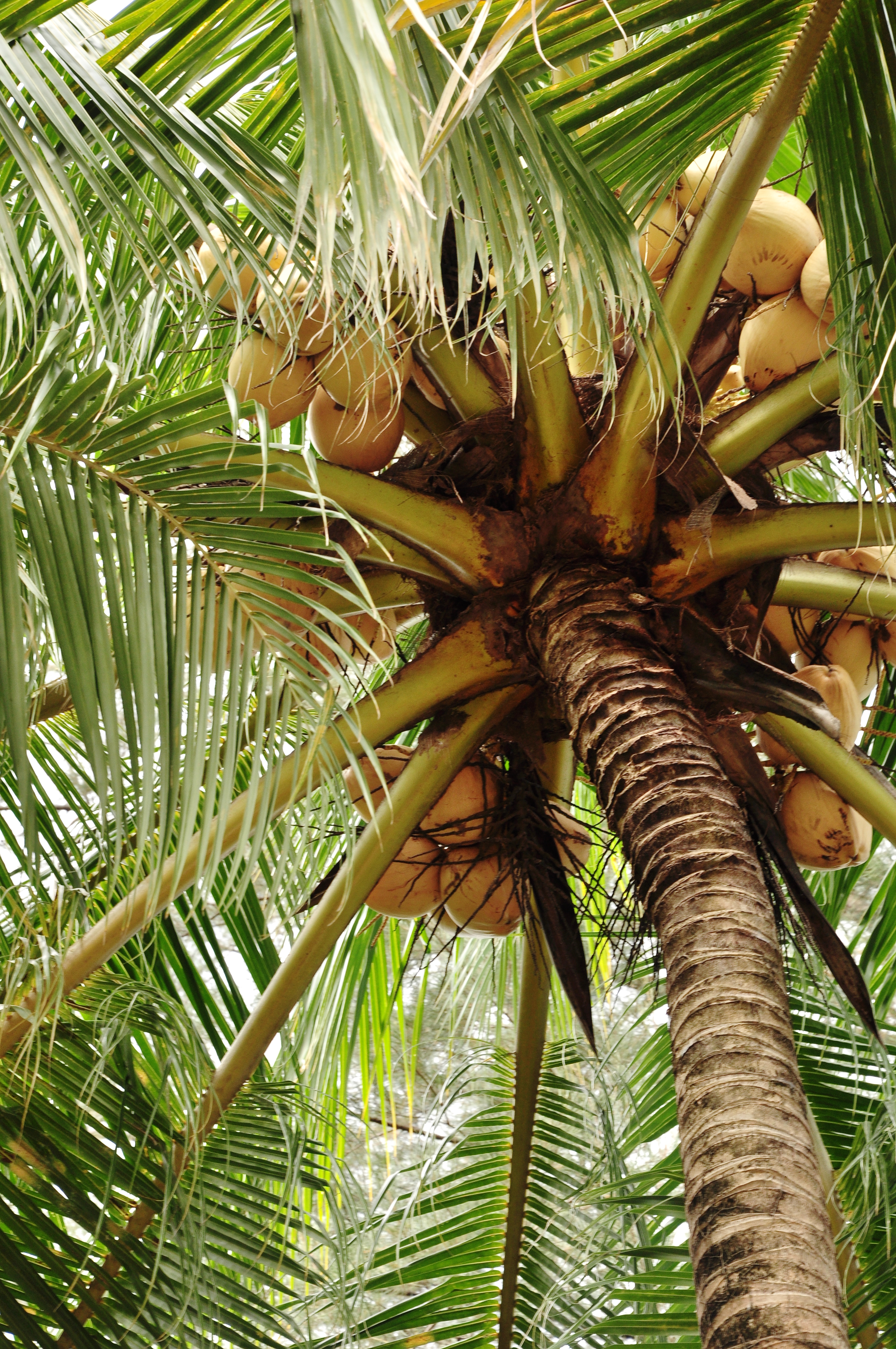
Coqueiro próximo a Cancún, México

Para poder matar uma pessoa, um coco deve estar pesado o suficiente e cair de uma altura considerável.  Casos documentados de mortes por cocos incluem as seguintes:
- Em aproximadamente 1777, o rei Tetui de Mangala, nas Ilhas Cook teve uma concubina que morreu após ser atingida por “um coco que caiu”.[26]
- Em 1833, quatro pessoas morreram de cocos que caíram na ilha de Ceilão.[27]
- Em janeiro de 1943, um marinheiro estadunidense foi morto em seu descanso quando foi atingido na cabeça por um coco, próximo ao Campo Handerson, em Guadalcanal.[28]
- Em agosto de 1952, um bebê de sete meses de idade morreu quando foi atingido na cabeça por um coco enquanto estava sendo segurado pela mãe, em Singapura.[29]
- Em 1966, um residente de Rabaul, Papua-Nova Guiné, foi morto enquanto comia seu almoço em baixo de um coqueiro quando foi atingido no rosto por um coco.[30]
- Em julho de 1973, uma garota de dois anos de idade foi morta e sua tia ferida, em Waikiki, Havaí, quando “uma chuva de cocos” caíram de uma altura de 15 metros; a polícia reportou que 57 cocos haviam caído.[31]
- Em novembro de 1991, uma pessoa foi morta por um coco que caiu enquanto estava em um funeral em um cemitério na região sul do Sri Lanka.[32]
- Em janeiro de 1995, em Kota Bharu, Malásia, Mat Hussin Sulaiman, 76, foi morto quando seu macaco de estimação arremessou um coco na cabeça de seu dono.[33]
- Em abril de 2001, um residente de Vanuatu foi morto por um coco enquanto procurava por um abrigo em condições climáticas adversas causadas pelo Ciclone Sose.
- Em agosto de 2001, em Kumpung Tanjung Badang, Malásia, Mamat Kundur, 59, foi morto quando um macaco que colhia cocos dos coqueiros e deixou cair um coco em sua cabeça.[34]
- Em primeiro de agosto de 2002, em Raub, Malásia, um bebê de seis meses de idade, Narul Emilia Zulaika Nasaruddin, morreu depois que um coco caiu no berço e atingiu a criança.[35]
- Em 22 de setembro de 2003, novamente em Raub, Deraman Ghomat, 65, estava esperando para pegar o ônibus, quando o vento ficou mais forte e começou a chover logo antes de um coco cair em sua cabeça.[36]
- Em março de 2009, um homem de 48 anos, Luelit Janchoom, em Si Thammarat província da Tailândia, foi morto quando um macaco usado para colher cocos furiosamente jogou um no seu mestre, atingindo-o na cabeça.[37]
- Em maio de 2010, uma bebê de um mês de idade foi morta quando um coco a atingiu na cabeça durante um cerimônia religiosa aos arredores da casa da família, em Thiruvananthapuram.[38]
- Em agosto de 2010, um homem de 69 anos foi morto por um coco que caiu de uma altura de 12 metros enquanto ele estava sentado na sua cadeira de balanço no quintal de sua casa, em Melgar, Colômbia.[39]
- Em 2013, Buddilka Priyanjana, residente de Wellampitiya, Sri Lanka, estava andando quando um coco caiu em sua cabeça.[40]

### Variações
Enquanto a forma típica de morte por coco é por um trauma causado pela queda no coqueiro, variações do fenômeno também vem sendo registradas.
Um das variações mais incomuns ocorreu na Índia, na década de 30. Jornais de todo o mundo noticiaram o caso de estudante na Índia que foi morto por um coco “mágico” ou “encantado”. Para determinar quem tinha roubado um livro da classe de aula, um professor em Haranhalli fez os alunos tocaram em coco usando um namam, um símbolo religioso. O professor reivindicava que quem tinha roubado o livro sofreria “ira divina” ao tocar no coco. Um dos estudantes resistiu, mas foi forçado a tocar no coco. Ele contraiu febre alta, caiu em delírio, e morreu uma hora depois.
Em abril de 1983, um coco foi determinado como a causa de morte de uma baleia-bicuda-de-cuvier fêmea. A casca se enroscou em seu intestino, e a baleia encalhou em banco de areia em Siesta Key, Flórida.
Em maio de 1997, um registro de morte por óleo de coco foi documentado. O gerente da linha de produção de uma fábrica em Kiev, Ucrânia, se afogou em um tonel de óleo de coco. Seu corpo foi encontrado depois de ter sido dado como desaparecido, e a polícia estava investigando para determinar se ele caiu ou foi empurrado para o tonel.
Outras ocorrências envolvem os cocos sendo usados como armas fatais, incluindo:
- Em 1944, relatórios publicaram que as tropas japonesas estavam usando “bombas de cocos” em defesa a invasão americana em Leyte. O coronel Allan Feldman relatou que as bombas eram criadas ao colocar granadas e ácido pícrico dentro de cocos ocos; Os cocos era selados com cera, amarrados em uma corda e jogados nas tropas estadunidenses.[3]
- Em julho de 2004, um homem de 55 anos do Sri Lanka foi morto ao ser atingido por um coco na cabeça. A polícia concluiu que o golpe não foi resultado de um coco caindo de uma árvore, mas sim de uma briga que aconteceu após a vítima ser convidada por um grupo de amigos na cabana dele para curtir uma festa.[45]

Também existem ocorrências de mortes provocadas pela queda de coqueiros, incluindo:
- Em abril de 1992. um homem de 81 anos de idade foi morto na Malásia quando foi prensado sob o tronco de um coqueiro que tinha sido arrancado por ventos fortes. Sua família contou que ele já tinha sido empregado como um “catador de cocos” e tinha sobrevivido ao cair de um coqueiro ao longo de sua carreira.[46]
- Em maio de 2006, uma criança e um homem foram mortos por coqueiros que caíram durante uma tempestade tropical, nas Filipinas.[47]
- Em agosto de 2011, um homem de 56 anos morreu depois de um coqueiro cair sobre ele enquanto estava na motocicleta, em  Kampung Baru Seberang Takir, Malásia.[48]
- Também em Agosto de 2011, o CEO da Milestone Capital, Ved Prakash Arya, foi esmagado e morto quando um coqueiro caiu sobre ele, em Mumbai. Seguido do acidente, o município local resistiu a propostas para cortar todos os coqueiros, atestando: “Nós não permitiremos a derrubada dos coqueiros  A possibilidade de um coqueiro cair é bastante rara. As árvores se sustentam a ventos fortes e se adaptaram ao clima da cidade”.[49]